# Saare (Tartu)
Saare – wieś w Estonii, w prowincji Tartu, w gminie Piirissaare.